# Patrick Miedema
Patrick Miedema (* 19. November 1990 in IJsselstein) ist ein niederländischer Handballspieler.

## Karriere
Patrick Miedema spielte in den Niederlanden bei E&O Emmen und beim HV KRAS/Volendam, mit dem er am Europapokal der Pokalsieger teilnahm. 2012 wechselte der 1,92 Meter große Rückraumspieler, der auch auf Linksaußen eingesetzt werden kann, zum deutschen Zweitligisten HSG Nordhorn-Lingen. Ab der Saison 2022/23 steht er beim niederländischen Verein Hurry-Up Zwartemeer unter Vertrag.
Miedema bestritt bisher 41 Länderspiele für die niederländische Nationalmannschaft, in denen er 82 Tore erzielte.